# Альманса, Нестор (борец, 2002)
Нестор Эвиан Альманса Труйоль  (исп. Néstor Evián Almanza Truyol; 28 февраля 2002, Гавана, Куба) — кубинский и чилийский борец греко-римского стиля, призёр Панамериканских чемпионатов.

## Карьера
Родился на Кубе. С 2020 года представляет Чили. В начале мая 2023 года в Буэнос-Айресе на Панамериканском чемпионате дошёл до финала, в котором уступил Луису Орта Санчесу из Кубы, став серебряным призёром. 21 февраля 2024 года в Акапулько стал бронзовым призёром Панамериканского чемпионата. Несколько дней спустя на Панамериканском квалификационном олимпийском турнире, проходившем там же в Акапулько, он получил лицензию для Чили на летние Олимпийские игры 2024 года, которые пройдут в Париже (Франция).

## Достижения
- Первенство Панамерики по борьбе U20 2022 — ;
- Панамериканский чемпионат по борьбе 2023 — ;
- Панамериканский чемпионат по борьбе 2024 — ;

## Личная жизнь
Его отец также: Нестор Алманса — чемпион мира, участник Олимпийских игр.